# Molkenberg (Bad Orb)
Der Molkenberg ist ein 293 m ü. NHN hoher Berg im Naturpark Hessischer Spessart, der sich unmittelbar südwestlich des Stadtkerns von Bad Orb im südhessischen Main-Kinzig-Kreis erhebt. Er fällt nach allen Seiten steil in die umgebenden Täler ab und geht lediglich nach Süden mit geringem Höhenverlust in die vom Horst ausgehenden Höhen über.
Bekannt ist der Molkenberg als Standort des neun Meter hohen denkmalgeschützten Wartturms, eines Wahrzeichens von Bad Orb. Früher war er als Beobachtungsturm Teil der Stadtbefestigung. Der Sage nach soll dort Peter von Orb eingesperrt worden sein. In späterer Zeit wurde die verfallende Warte umgebaut und dient heute touristisch als Aussichtsturm mit Blick über die Stadt und nach Norden bis zum Vogelsberg mit dem Hoherodskopf.
Alljährlich findet auf dem Molkenberg bei günstigem Wetter am Abend des 24. Juni eine Bergmesse mit anschließendem Abbrennen des Johannisfeuers statt.
Der Molkenberg ist weitgehend unverbaut und mit lichtem Wald sowie Wiesen bedeckt. Die öffentliche Zufahrtsstraße zum ehemaligen Café Wartturm führt aus der Innenstadt Bad Orbs bis fast auf den Gipfel.

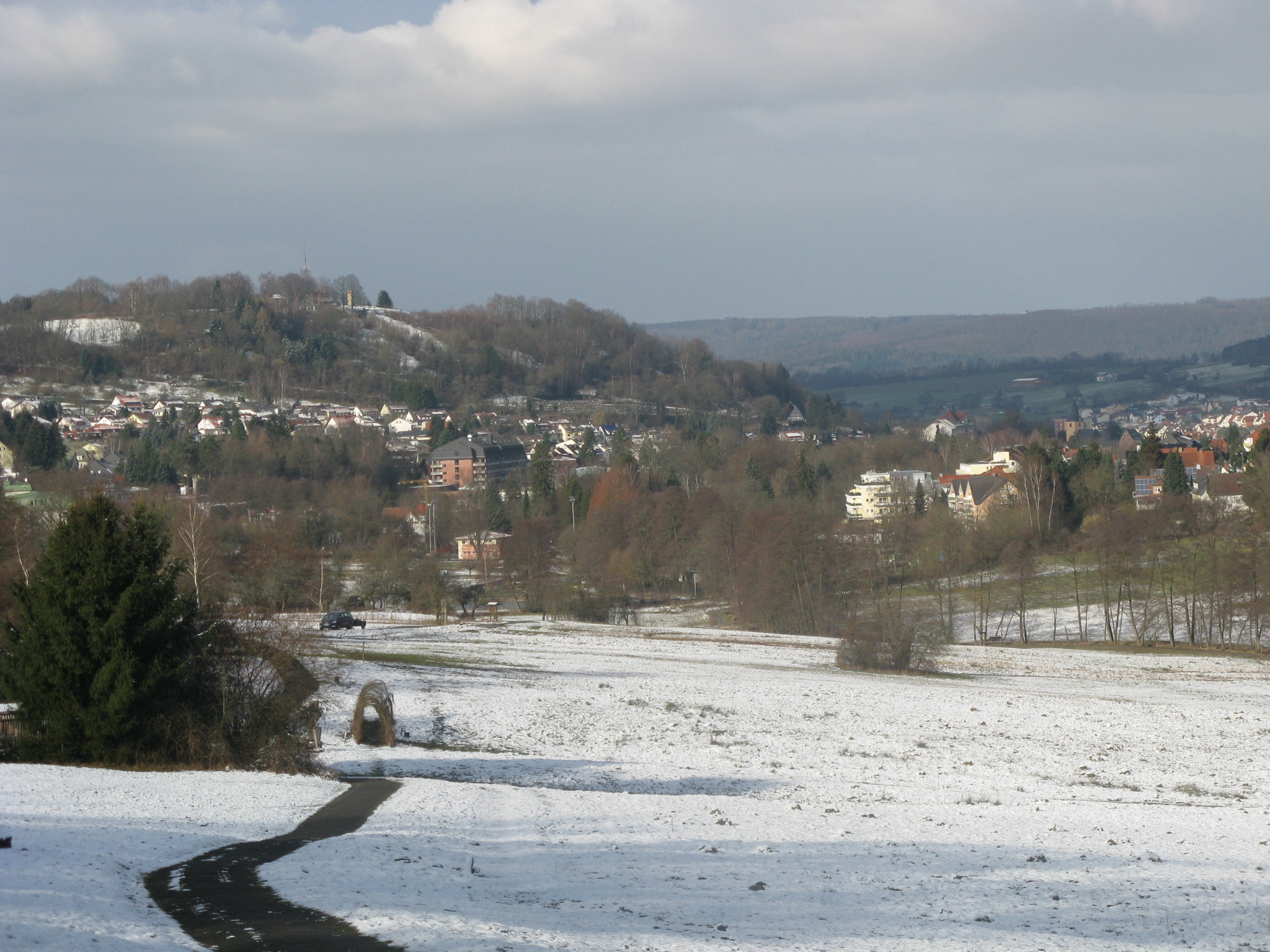
Molkenberg, Blick von Südosten
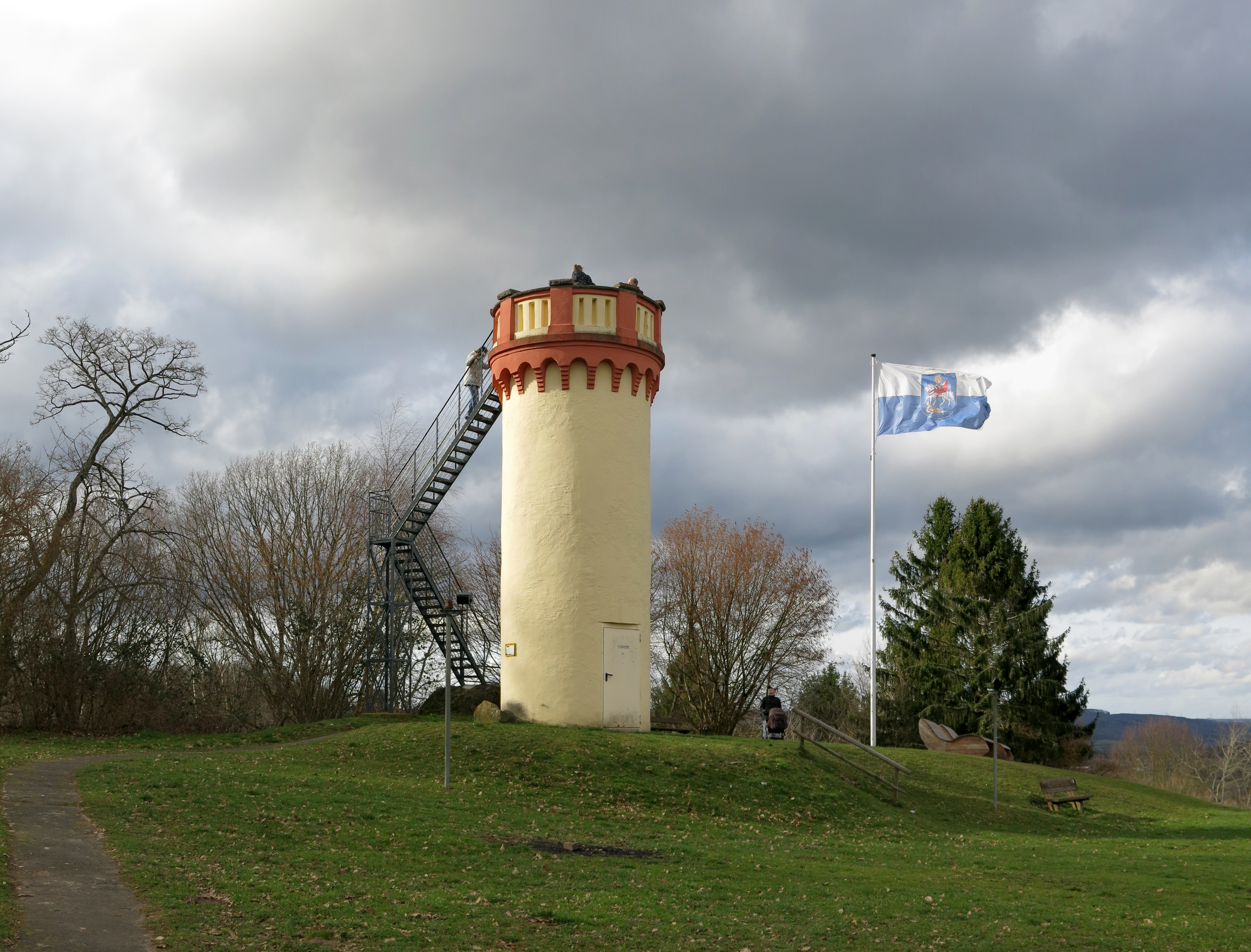
Wartturm
Ausblick vom Wartturm